# Преисподняя (фильм)
«Преисподняя» (англ. Brimstone) — триллер режиссёра и сценариста Мартина Колховена. В главных ролях Дакота Фаннинг, Гай Пирс, Кит Харингтон и Кэрис ван Хаутен.

## Сюжет
Сюжет состоит из четырех актов, которые представлены не в хронологическом порядке. Хронологический порядок: акты 3 (Бытие), 2 (Исход), 1 (Откровение), 4 (Возмездие). В итоге, после первого акта, Откровения, следующие два — это то, что произошло ранее, а последний является таковым и хронологически.
1. Откровение
Лиз (Дакота Фэннинг) живет на Диком Западе со своим мужем (Элаем) и двумя детьми: сыном Элая (Мэтью) от предыдущего брака Элая, а также младшей дочерью Лиз и Элая (Сэм). Лиз – немая акушерка, которая может слышать, и поэтому общается языком жестов. В их церковь приходит новый Преподобный. В тот момент, когда Лиз слышит его голос, она, по-видимому, узнает его и приходит в ужас. В тот же день Лиз вынуждена выбирать между рождением ребенка или жизнью его матери, и отец (Натан) обвиняет и угрожает Лиз. После того, как овцы Элая убиты, Элай ищет Натана, который исчез. Лиз уходит ночью, чтобы убить Преподобного (Гай Пирс), и находит куклу своей дочери в постели Преподобного. Преподобный распотрошил Элая и оставил его умирать. Элай велит Мэтью отвести семью в горы к отцу Элая, затем мальчик убивает его. Лиз и дети бегут с фермы.
2. Исход
Молодая девушка Джоанна идет по пустыне, ее подбирает китайская семья. В шахтерском городе Висмут ее продают в бордель "Преисподняя", принадлежащий Фрэнку. Салли защищает Джоанну до тех пор, пока Салли не повесили за убийство жестокого клиента; затем Джоанну защищает Элизабет. После того, как Элизабет кусает за язык жестокого клиента, ей отрезают язык в наказание. Джоанна учит Элизабет языку жестов из книги, которую ей  дал доктор. Элизабет планирует скрыться из Висмута, чтобы начать новую жизнь, и через брачного посредника договаривается о замужестве с Элаем. Преподобный приходит в бордель и начинает жестоко избивать  Джоанну. Элизабет спасает Джоанну, но Преподобный убивает ее. Джоанна перерезает ему горло и сбегает, затем отрезав свой собственный язык, она выдает себя за Элизабет и  уезжает к Элаю.
3. Бытие
В пустыне двое тяжело раненых, Сэмюэл (Кит Харингтон) и Вольф, являются последними выжившими в споре за золото, в результате которого несколько человек погибли. Они едут на одной лошади. Юная Джоанна живет со своей матерью Анной (Кэрис ван Хаутен) и отцом, он же Преподобный. Сэмюэл и Вольф падают обессиленные на ферме, и Джоанна тайно заботится о них. Анна ругается с Преподобным, когда понимает, что он жаждет их дочь. Преподобный избивает и унижает ее, надев маску позора. В ответ Анна совершает самоубийство на глазах у прихожан в церкви. На следующий день Преподобный берет Джоанну в церковь и начинает проводить свадебную церемонию между ним и его дочерью. Сэмюэл пытается ее спасти, но Преподобный убивает его. Отец бьет Джоанну и насилует ее. Утром она убегает.
4. Возмездие
Преподобный застрелил Мэтью, когда тот вёз Лиз к её свекру (своему деду). Он убил её свекра, избил и намеревался изнасиловать её дочь, но вместо этого Лиз убивает его. Некоторое время спустя, после того, как Лиз превратила место проживания Элая в лесопилку, прибывает Натан, чтобы арестовать её. Выясняется, что преподобный отправил его в Висмут, где он стал заместителем, а затем шерифом. Найдя ориентировку с Элизабет Брунди (женщина без языка, которая убила Фрэнка, прежде чем спасла Лиз / Джоанну), Натан пришёл арестовать её (Лиз). Пока Натан провожал Лиз на паром, та, последний раз взглянув на дочь, играющую на берегу, бросилась в озеро и утонула. Её дочь Сэм, ставшая взрослой женщиной с собственным ребенком, хорошо её запомнила.

## В ролях
| Актёр            | Роль                  |
| ---------------- | --------------------- |
| Дакота Фэннинг   | Джоанна/Лиз           |
| Гай Пирс         | Преподобный           |
| Кит Харингтон    | Сэмюэл                |
| Кэрис ван Хаутен | Анна                  |
| Пол Андерсон     | Фрэнк                 |
| Эмилия Джонс     | Джоанна в юности      |
| Айви Джордж      | Сэм                   |
| Карла Юри        | Элизабет Бранди       |
| Фредерик Шмидт   | шериф Зик             |
| Тиго Гернандт    | крадущийся преступник |

## Производство
5 февраля 2015 года было объявлено, что Миа Васиковска и Гай Пирс исполнят главные роли. Вскоре к проекту присоединились Роберт Паттинсон, который должен сыграть преступника, а также Кэрис ван Хаутен.
В мае 2015 года Мартин Кулховен объявил, что Джек Рот присоединился к актерскому составу фильма. В июне 2015 году The Hollywood Reporter подтвердил, что Дакота Фаннинг и Кит Харингтон заменят Мию Васиковски и Роберта Паттинсона.
Основной музыкальной темой фильма является протестантский гимн Пребудь со мной.
Съёмки начались 15 июня 2015 года и проходили в Румынии, Испании и Германии.